# Mycose
Mycosen of schimmelziekten zijn infecties veroorzaakt door parasitaire schimmels. Ze kunnen zowel bij mensen, dieren als planten voorkomen.
Omdat schimmels heterotrofe organismen zijn, zijn ze afhankelijk van andere organismen voor hun voeding. Mycosen gebruiken het menselijk lichaam voor hun voeding. Ze komen vooral voor op warme en vochtige plaatsen, bijvoorbeeld onder de nagels en op slijmvliezen. Schimmelziekten treden vaak op als de weerstand vermindert, bijvoorbeeld bij suikerziekte.

## Bij de mens
Schimmelziekten worden opgedeeld in oppervlakkige aandoeningen (huid, haar, nagel, mond en vagina) en diepe aandoeningen (dieper gelegen delen van het lichaam).
Verschillende aandoeningen worden ook genaamd naar de veroorzaker van de ziekte, bijvoorbeeld trichofytie (veroorzaakt door Trichophyton-soorten), microsporie (veroorzaakt door Microsporum-soorten), candidasis (veroorzaakt door Candida-soorten).
Candida is een geslacht van hoofdzakelijk facultatief parasitaire schimmels. Een veel voorkomende soort is Candida albicans op de slijmvliezen. Deze schimmel komt meestal voor in gistvorm. Onder bepaalde omstandigheden neemt de schimmel echter hormonen op. Deze situatie komt onder andere voor bij de zwangerschap en bij het ingaan van de menopauze. De schimmel wordt meercellig en maakt het slachtoffer dan behoorlijk ziek.

### Oppervlakkige schimmelinfecties
Dermatomycose zijn huidaandoeningen ten gevolge van schimmels. Men kan over de huidschimmelinfectie spreken naargelang de plaats. 
- Tinea pedis, zwemmerseczeem: een schimmelinfectie van voetenzool of tussen de tenen
- Tinea unguum, schimmelnagel, onychomycose: een schimmelinfectie van de nagels
- Tinea capitis, trichomycose: een schimmelinfectie van hoofdhaar en haarzakjes
- Tinea barbae, baardschurft: een schimmelinfectie van baardhaar
- Tinea dermatomycose, ringworm: een oppervlakkige schimmelinfectie van de huid
- Tinea corporis: schimmelziekte van de romp

Andere huidschimmelsinfectieziektebeelden zijn":
- Pityriasis versicolor: een oppervlakkige gistinfectie die leidt tot lichte of juist donkere vlekjes.
- Intertrigo: rode smetplekken op die plaatsen waar huid tegen huid aanligt

## Bij dieren
Bij rund, hond en kat kunnen huidinfecties voorkomen. Schimmelinfecties kunnen bij runderen en paarden (o.a. door Aspergillus fumigatus) abortus (verwerpen) veroorzaken. Vogels kunnen luchtzakinfecties vertonen. Ook de bacteriële straalschimmelziekte komt bij rund en varken voor (zie actinomycose).

## Bij planten
Schimmels kunnen bij planten vlekken, verkleuringen en misvormingen veroorzaken. Bekende schimmelziekten van planten zijn bijvoorbeeld de aardappelziekte, meeldauw, roest, brand, moederkoren en de iepziekte.